# İlhan Parlak
İlhan Parlak (Yahyalı, 19 januari 1987) is een Turkse professionele voetballer die sinds zomer 2010 voetbalt bij Karabükspor. İlhan Parlak is geboren in Yahyalı, een district van de provincie Kayseri. Parlak begon met voetballen bij Kayserispor. In het seizoen 2005/06 scoorde hij in de 32e speelronde tegen Sivasspor al na 15 seconden, wat een record in de Süper Lig betekende.
İlhan Parlak wordt gezien als een groot Turks talent. In 2006 was het Real Madrid dat interesse toonde in de jonge Turk. Uiteindelijk ging Parlak in juli 2007 naar Fenerbahçe.

## Carrière
| Seizoen                        | Land                           | Club                           | Competitie | Wedstrijden | Goals |
| ------------------------------ | ------------------------------ | ------------------------------ | ---------- | ----------- | ----- |
| 2004/05                        | Turkije                        | Kayserispor                    | Süper Lig  | 7           | 0     |
| 2005/06                        | Turkije                        | Kayserispor                    | Süper Lig  | 18          | 2     |
| 2006/07                        | Turkije                        | Kayserispor                    | Süper Lig  | 27          | 5     |
| 2007/08                        | Turkije                        | Fenerbahçe                     | Süper Lig  | 5           | 0     |
| 2008/09                        | Turkije                        | Fenerbahçe                     | Süper Lig  | 5           | 0     |
| 2009/10                        | Turkije                        | Ankaraspor                     | Süper Lig  | 4           | 0     |
| 2009/10                        | Turkije                        | Ankaragücü                     | Süper Lig  | 8           | 2     |
| 2010/11                        | Turkije                        | Karabükspor                    | Süper Lig  | 30          | 5     |
| 2011/12                        | Turkije                        | Karabükspor                    | Süper Lig  | 5           | 0     |
| Bijgewerkt tot 24 oktober 2011 | Bijgewerkt tot 24 oktober 2011 | Bijgewerkt tot 24 oktober 2011 | Totaal     | 109         | 14    |